# Alessandro Maggiolini
Alessandro Maggiolini (Bareggio, 15 luglio 1931 – Como, 11 novembre 2008) è stato un vescovo cattolico e teologo italiano.

## Biografia
Nacque a Bareggio, in provincia e arcidiocesi di Milano, il 15 luglio 1931.

### Ministero sacerdotale
Il 26 giugno 1955 fu ordinato presbitero dall'allora arcivescovo di Milano Giovanni Battista Montini, poi diventato papa Paolo VI.
Svolse gli incarichi di:
- docente di filosofia nei seminari ambrosiani e di introduzione alla teologia all'Università Cattolica di Milano,
- assistente diocesano della FUCI (universitari cattolici),
- vicario episcopale per le università di Milano,
- assistente diocesano dei giuristi cattolici,
- direttore della Rivista del Clero Italiano.

### Ministero episcopale
Il 7 aprile 1983 papa Giovanni Paolo II lo nominò vescovo di Carpi; succedette ad Artemio Prati, dimessosi per raggiunti limiti di età. Il 29 maggio successivo ricevette l'ordinazione episcopale, nella cattedrale di Carpi, dal cardinale Sebastiano Baggio, co-consacranti i vescovi Artemio Prati e Gilberto Baroni. Durante la stessa celebrazione prese possesso della diocesi.
Il 31 gennaio 1989 lo stesso papa lo trasferì alla diocesi di Como, dove succedette a Teresio Ferraroni, dimessosi per raggiunti limiti di età. Il 19 marzo successivo prese possesso della diocesi.
Per quasi diciotto anni rimase alla guida della diocesi lariana, nella quale condusse diverse visite pastorali. Negli ultimi anni di ministero, modificò alcuni ambiti all'interno della diocesi. Conferì l'ordinazione episcopale a Franco Festorazzi, Dante Lafranconi e Oscar Cantoni.
Fu membro della Commissione episcopale per la dottrina della fede e la catechesi e della Commissione episcopale per la cultura e la scuola in seno alla Conferenza Episcopale Italiana. Unico vescovo italiano a far parte del comitato chiamato a redigere il Catechismo della Chiesa cattolica, collaborava con L'Osservatore Romano, Il Giorno ed altri periodici e riviste teologiche italiane ed internazionali.
Amico del docente universitario Gianfranco Miglio, del quale fu collega presso l'Università Cattolica di Milano, prese in più occasioni le difese delle tradizioni e delle identità locali del suo territorio e dell'Italia in genere. Ciò, unitamente al fatto che Miglio fosse uno dei "padri fondatori" dalla Lega Nord, fecero sì che mons. Maggiolini venisse indicato da alcuni come "leghista": il presule respinse tali asserzioni con ironia, parlando di «"fola" inventata da uomini dalla fantasia sfuocata», affermando che la sua unica attività politica fosse quella in favore «dei valori impliciti nella Rivelazione e nella realtà del Signore Gesù» e che gli risultava impossibile ricomprendersi nel partito fondato da Umberto Bossi avendo «il culto di una lingua italiana passabilmente elegante».
Il 2 dicembre 2006 papa Benedetto XVI accolse la sua rinuncia, presentata per raggiunti limiti di età, al governo pastorale della diocesi di Como; gli succedette Diego Coletti, fino ad allora vescovo di Livorno. Rimase amministratore apostolico della diocesi fino all'ingresso del successore, avvenuto il 27 gennaio 2007.
Da vescovo emerito, lasciato il palazzo vescovile, risiedette in via Rodari a Como. Seppur debilitato e costretto a spostarsi quasi permanentemente su di una sedia a rotelle, a causa di un tumore e della malattia di Parkinson, svolse l'incarico di confessore presso il duomo di Como sino a quando gli fu impossibile muoversi dal proprio domicilio. Continuò inoltre la propria attività pubblicistica.
Il 13 maggio 2008 fu indagato dalla Procura della Repubblica di Como per favoreggiamento nei confronti di don Mauro Stefanoni, ex parroco di Laglio e Brienno indagato con l'accusa di violenze sessuali ai danni di un ragazzo con problemi psichici, quattordicenne all'epoca dei fatti, reato per il quale il prete è stato condannato in via definitiva ad una pena detentiva di otto anni. Nel novembre 2004, Maggiolini mise in guardia il parroco, dandogli così la possibilità di "mantenere un comportamento tale da sviare le indagini". Mons. Maggiolini che già a suo tempo aveva emesso un comunicato stampa a difesa di Stefanoni, si avvalse della facoltà di non rispondere davanti al pubblico ministero Maria Vittoria Isella. La morte del presule sopraggiunse a far chiudere le indagini.
Ricoverato a metà ottobre 2008 presso l'Ospedale Valduce di Como a seguito di una crisi respiratoria, vi morì l'11 novembre, all'età di 77 anni. Le esequie furono celebrate il 13 novembre dal cardinale Dionigi Tettamanzi nella cattedrale di Como, dove, come da lui chiesto nel testamento, fu sepolto, a lato dell'altare dell'Assunta.
Nel 2009, in occasione del primo anniversario della scomparsa di mons. Maggiolini, è stata fondata l'Associazione Alessandro Maggiolini, per portarne avanti l'eredità e la conoscenza del pensiero. L'associazione ha organizzato diversi incontri culturali con importanti esponenti del panorama ecclesiastico, come il cardinale Raymond Leo Burke e l'arcivescovo Agostino Marchetto, così come la pubblicazione di testi inediti di mons. Maggiolini.

## Genealogia episcopale e successione apostolica
La genealogia episcopale è:
- Cardinale Scipione Rebiba
- Cardinale Giulio Antonio Santori
- Cardinale Girolamo Bernerio, O.P.
- Arcivescovo Galeazzo Sanvitale
- Cardinale Ludovico Ludovisi
- Cardinale Luigi Caetani
- Cardinale Ulderico Carpegna
- Cardinale Paluzzo Paluzzi Altieri degli Albertoni
- Papa Benedetto XIII
- Papa Benedetto XIV
- Cardinale Enrico Enriquez
- Arcivescovo Manuel Quintano Bonifaz
- Cardinale Buenaventura Córdoba Espinosa de la Cerda
- Cardinale Giuseppe Maria Doria Pamphilj
- Papa Pio VIII
- Papa Pio IX
- Cardinale Alessandro Franchi
- Cardinale Giovanni Simeoni
- Cardinale Antonio Agliardi
- Cardinale Basilio Pompilj
- Cardinale Adeodato Piazza, O.C.D.
- Cardinale Sebastiano Baggio
- Vescovo Alessandro Maggiolini

La successione apostolica è:
- Arcivescovo Franco Festorazzi (1991)
- Vescovo Dante Lafranconi (1992)
- Cardinale Oscar Cantoni (2005)

## Opere
- Sessualità umana e vocazione cristiana, Brescia, Morcelliana, 1970
- Bussando alla porta di Dio. Itinerario alla gioia cristiana, Milano, Rusconi, 1978, BX2185 .M25
- Pedagogia del dolore, Milano, Rusconi, 1981
- Quasi sorella morte (pref. di Giovanni Testori), Milano, Rizzoli, 1982
- Esigenza di credere. Problematiche d'oggi, Roma, Città Nuova, 1989
- Via Crucis, Camerata Picena, Shalom (Collana Il Figlio), 1999
- Il prete. La vita al servizio della comunità di Dio, Casale Monferrato, Piemme, 2000
- Il Papa chiede perdono, Casale Monferrato, Piemme, 2000
- (con A. Caelli) L'unità del presbiterio. Una spiritualità di comunione per il clero, Roma, Città Nuova, 2001
- Fine della nostra Cristianità, Casale Monferrato, Piemme, 2001
- La santa paura, Milano, Mondadori, 2000
- Declino e speranza del Cattolicesimo, Milano, Mondadori, 2003
- Mi pento con tutto il cuore. La confessione, Milano, Mondadori, 2004
- Ma il Figlio dell'uomo, quando verrà, troverà la fede sulla terra?, Milano, Mondadori, 2004
- Fogli sparsi d'augurio. La sorpresa dell'ovvio, Milano, SugarCo, 2007
- Tu. Introduzione alla preghiera, Cinisello Balsamo, San Paolo, 2007
- Più nulla da difendere, Cinisello Balsamo, San Paolo, 2008
- Visita a Gesù nell'Eucaristia. Sulla traccia della Preghiera Eucaristica seconda, Youcanprint-Associazione Alessandro Maggiolini, 2016 (postumo, con prefazione del card. Robert Sarah)